# Charles Wright (poète)
 (janvier 2025).
Pour les articles homonymes, voir Charles Wright et Wright.
Charles Wright, né le 25 août 1935 à Pickwick Dam (en), Tennessee, est un poète et professeur d'université américain.

## Biographie

### Jeunesse et formation
Charles Wright est né en 1935 à Pickwick Dam, dans l'état du Tennessee. 
Après ses études au Davidson College, et y avoir obtenu le Bachelor of Arts en 1957 en histoire, il s'engage pour quatre ans (1957 - 1961) dans l'armée américaine, il sert dans une base située à Vérone en Italie, le paysage italien marque sa littérature à venir comme source d'inspiration.  

### Carrière
Pendant son séjour italien, Charles Wright découvre l'œuvre d'Ezra Pound et plus particulièrement le long poème Pisan Cantos. De retour aux États-Unis, il reprend ses études à l'université de l'Iowa où il obtient son Master of Arts en 1963 sous la direction de Donald Justice.  Ayant obtenu une bourse Fullbright, il peut faire une année d'étude à l'université de Rome (1963 - 1964),,,,,. 
En 1966, il commence sa carrière d'universitaire à l'université de Californie à Irvine. 
En 1983, il entre à l'université de Virginie où il reste jusqu'à sa retraite en 2010.
Charles Wright publie son premier recueil de poésie en 1970, The Grave of the Right Hand, depuis lors il publie régulièrement des recueils de poèmes qui renforcent son succès et lui vaudront plusieurs prix. Ses poèmes de formes élégiaques chantent le Sud et ses lumières avec une teinte de mystique chinoise.
En 2014, Charles Wright est nommé poète lauréat de la bibliothèque du Congrès.

## Archives
Ses manuscrits sont déposés à l'université de Virginie et à la Emory University. 

## Œuvres

### Poésie
- Caribou, éd. Farrar, Straus and Giroux, 2015,
- Negative Blue, éd. Farrar, Straus and Giroux, 2014,
- Bye-and-Bye: Selected Late Poems, éd. Farrar, Straus and Giroux, 2012[11],
- Zone Journals, éd. Farrar, Straus and Giroux, 2011,
- Outtakes, illustrations de Eric Appleby, éd. Sarabande Books, 2010,
- Sestets, éd. Farrar, Straus and Giroux, 2009,
- Littlefoot, éd. Farrar, Straus and Giroux, 2008,
- Scar Tissue, éd. Farrar, Straus and Giroux, 2007,
- The Wrong End of the Rainbow, éd. Sarabande Books, 2005,
- Buffalo Yoga, éd. Farrar, Straus and Giroux, 2004,
- A Short History of the Shadow, éd.  Farrar, Straus and Giroux, 2003,
- Negatif Blue, éd. Farrar, Straus and Giroux, 2000,
- Appalachia,  éd. Farrar Straus Giroux, 1998, (édition française  Les Appalaches. Editinter, traduit par Alice-Catherine Carls, 2009),
- Black Zodiac, éd. Farrar, Straus and Giroux, 1997,
- Chickamauga, éd. Farrar, Straus and Giroux, 1996,
- The World of the Ten Thousand Things: Poems 1980-1990, éd. Farrar, Straus and Giroux , 1991,
- Other Side of River, éd. Vintage Books, 1984,
- Country Music: Selected Early Poems, éd. Wesleyan University Press, 1983,
- Southern Cross, éd. Random House, 1981,
- Dead Colors, éd. Meadow Press, 1980,
- China Trace, éd.  Wesleyan University Press, 1977,
- Colophons, éd. Windhover Press, 1977,
- Bloodlines, éd. Wesleyan University Press, 1975,
- Backwater, éd.  Golem Press, 1973,
- Hard freight (The Wesleyan poetry program, v. 69), éd. Wesleyan University Press, 1973
- The Grave of the Right Hand, éd Wesleyan University Press, 1970.

### Prose, divers
- The Wig, éd.  Mercury House, 2003,
- Quarter Notes, Improvisations and Interviews, éd. University of Michigan Press, 1995,
- Halflife: Improvisations and Interviews, 1977-87, éd. University of Michigan Press, 1988,
- Wright, a profile, éd. Grilled Flowers Press, 1979

### Traductions
- Ses traductions anglaises de Selected Poems et de The Storm & Other Poems du poète italien Eugenio Montale[12] lui ont valu le Pen Translation Prize en 1978.

## Prix et distinctions
- 2013 : lauréat du Bollingen Prize for American Poetry, pour Bye-and-Bye: Selected Late Poems [13],
- 2007 : lauréat du Griffin Poetry Prize (en) pour Scar Tissue [14],
- 1998 : lauréat du Pulitzer Prize pour Black Zodiac[15],
- 1997 : lauréat du National Book Critics Circle Award pour Black Zodiac [16]
- 1996 : Lenore Marshall Poetry Prize pour Chickamauga[17],

- 1983 : lauréat du National Book Award pour Hard Freight [18]

- 1999 : élu Chancelier de l'Academy of American Poets jusqu'en 2002[19].

## Pour approfondir

### Articles
- (en-US) J. D. McClatchy, « Charles Wright, The Art of Poetry », sur Paris Review, hiver 1989,
- (en-US) Bonnie Costello, « Charles Wright's "Via Negativa": Language, Landscape, and the Idea of God », Contemporary Literature, vol. 42, no 2,‎ été 2001, p. 325-346 (22 pages) (lire en ligne ),
- (en-US) W. Lawrence Hogue, « An Existential Reading of Charles Wright's "The Messenger" », MELUS, vol. 26, no 4,‎ hiver 2001, p. 113-145 (33 pages) (lire en ligne ),
- (en-US) Bonnie Costello, « Charles Wright, Giorgio Morandi, and the Metaphysics of the Line », Mosaic, vol. 35, no 1,‎ mars 2002, p. 149-171 (23 pages) (lire en ligne ),
- (en-US) Robert M. West, « Everywhere But His Own Country : Three Essays on Charles Wright and the American South », sur Asheville Poetry Review, 25 octobre 2002,
- (en-US) Mark Neely, « Steal Away: selected and new poems », sur Jacket 2, mai 2003,
- (en-US) Thomas Gardner, « Restructured and Restrung: Charles Wright's "Zone Journals" and Emily Dickinson », The Kenyon Review, new Series, vol. 26, no 2,‎ printemps 2004, p. 149-174 (26 pages) (lire en ligne ),
- Henry Hart, « Charles Wright's "Via Mystica" », The Georgia Review, vol. 58, no 2,‎ été 2004, p. 409-432 (24 pages) (lire en ligne ),
- (en-US) Phyllis Franzek, « Charles Wright's Half-Life: Elegiacally Inventive », Pacific Coast Philology, vol. 40, no 1,‎ 2005, p. 138-157 (20 pages) (lire en ligne ),
- (en-US) Daniel Cross Turner, « Dying Routes », The Mississippi Quarterly, vol. 65, no 1,‎ hiver 2012, p. 121-138 (18 pages) (lire en ligne )
- (en-US) Ron Charles, « Charles Wright, former U-Va. professor and author, is named new U.S. poet laureate », sur The Washington Post, 12 juin 2014,